# 1996年亞洲冬季運動會中華台北代表團
1996年亞洲冬季運動會中華台北代表團是中華民國（台灣）以“中華台北”名義，參與在中國哈爾濱舉行的1996年亞洲冬季運動會。

## 參賽選手
- 花式滑冰：劉中達、翁佳麟、賴韋文
- 高山滑雪：張豐洲、李明堂